# Joey Guerra
Joey Guerra (n. 16 de junio de 1974 Houston, Texas) es el crítico de música pop para el Houston Chronicle. Su trabajo también ha aparecido y ha sido citado por varias publicaciones nacionales.

## Inicios de su carrera y actualidad
Guerra comenzó su carrera mientras estudiaba en la Universidad de Houston, cuando era el editor [de la sección: entretenimiento] para el Cougar Daily, una publicación diaria para los estudiantes de esa universidad; durante ese entonces su trabajo obtuvo la atención de toda la ciudad, en especial en el gerente del diario Houston Chronicle, dónde llegó a trabajar en 1990 abarcando entrevistas a cantantes populares [de la época] como Lyle Lovett, Gloria Estefan o Olivia Newton-John. Subsiguientemente ha trabajado como «crítico musical» para el portal Amazon.com, incluyendo entrevistas y revisiones ha artistas como Gloria Estefan, Enrique Iglesias, Gloria Trevi, Beyoncé, Kelly Rowland, Britney Spears , Jonas Brothers, Bon Jovi, Gloria Gaynor, Carrie Underwood, Jordin Sparks, Miley Cyrus entre otros muchos. Además ha servido como editor «brevemente» de algunos periódicos como: HoustonVoice, un blog para American Idol.